# 台中铁线莲
（學名：Clematis tsugetorum），又名高山鐵線蓮，为毛茛科鐵線蓮屬下的一个种。

## 扩展阅读
- 維基物種上的相關：高山鐵線蓮